# Nemesia cypriatica
Espèce
Nemesia cypriatica est une espèce d'araignées mygalomorphes de la famille des Nemesiidae.

## Distribution
Cette espèce est endémique de Chypre.

## Description
Le mâle holotype mesure 9,0 mm et la femelle paratype 15,6 mm.

## Systématique et taxinomie
Cette espèce a été décrite par Özkütük, Yağmur, Elverici, Gücel, Altunsoy et Kunt en 2022.

## Étymologie
Son nom d'espèce lui a été donné en référence au lieu de sa découverte, Chypre.

## Publication originale
- Özkütük, Yağmur, Elverici, Gücel, Altunsoy & Kunt, 2022 : « New data on the East Mediterranean Nemesiidae (Aranei: Mygalomorphae). » Arthropoda Selecta, vol. 31, no 1, p. 67-78 (texte intégral).